# Desmond Mason
Desmond Tremaine Mason (Waxahachie, Texas, 11 de octubre de 1977) es un exjugador de baloncesto estadounidense que jugó diez temporadas en la NBA. Con 1,96 metros de estatura, jugaba en la posición de escolta.

## Trayectoria deportiva

### Universidad
Disputó cuatro temporadas con los Cowboys de la Universidad de Oklahoma State (1996-2000), en las que promedió 13,2 puntos, 6,2 rebotes y 1,1 asistencias.

### Profesional
Fue seleccionado en el Draft de la NBA de 2000 en la 17.ª posición por Seattle SuperSonics. 
En 2001, se convirtió en el primer sonic en ganar un concurso de mates de la NBA.
Durante su tercer año en Seattle, el 20 de febrero de 2003, fue traspasado junto con Gary Payton a Milwaukee Bucks a cambio de Ray Allen y Ronald Murray.
Tras dos temporadas y media en Milwaukee, el 26 de octubre de 2005 fue enviado a los Hornets a cambio de Jamaal Magloire y una primera ronda de draft.
Después de dos temporadas con los Hornets, en julio de 2007, firma como agente libre por con los Bucks.
Tras una temporada, fue traspasado el 13 de agosto de 2008 a Oklahoma City Thunder, en un traspasado a tres bandas que involucraba también a Cleveland Cavaliers.
El 17 de agosto de 2009 firma como agente libre y por el salario mínimo con Sacramento Kings. Apenas disputó 5 encuentros, ya que fue cortado en noviembre de 2009 por los Kings, en el que sería su último equipo como profesional.

## Estadísticas de su carrera en la NBA

### Temporada regular
| Año     | Equipo           | PJ  | PT  | MPP  | %TC  | %3P  | %TL  | RPP | APP | ROB | TPP | PPP  |
| ------- | ---------------- | --- | --- | ---- | ---- | ---- | ---- | --- | --- | --- | --- | ---- |
| 2000–01 | Seattle          | 78  | 14  | 19.5 | .431 | .269 | .736 | 3.2 | .8  | .5  | .3  | 5.9  |
| 2001–02 | Seattle          | 75  | 20  | 32.3 | .464 | .271 | .848 | 4.7 | 1.4 | .9  | .4  | 12.4 |
| 2002–03 | Seattle          | 52  | 15  | 34.8 | .436 | .291 | .740 | 6.4 | 1.8 | .9  | .4  | 14.1 |
| 2002–03 | Milwaukee        | 28  | 25  | 34.0 | .474 | .294 | .765 | 6.7 | 2.4 | .7  | .4  | 14.8 |
| 2003–04 | Milwaukee        | 82  | 31  | 30.9 | .472 | .231 | .769 | 4.4 | 1.9 | .7  | .3  | 14.4 |
| 2004–05 | Milwaukee        | 80  | 71  | 36.2 | .443 | .125 | .802 | 3.9 | 2.7 | .7  | .3  | 17.2 |
| 2005–06 | NO/Oklahoma City | 70  | 55  | 30.0 | .399 | .167 | .682 | 4.3 | .9  | .6  | .2  | 10.8 |
| 2006–07 | NO/Oklahoma City | 75  | 75  | 34.3 | .452 | .000 | .663 | 4.6 | 1.5 | .7  | .3  | 13.7 |
| 2007–08 | Milwaukee        | 59  | 56  | 28.8 | .482 | .000 | .659 | 4.3 | 2.1 | .7  | .5  | 9.7  |
| 2008–09 | Oklahoma City    | 39  | 19  | 27.3 | .435 | .000 | .541 | 4.0 | 1.2 | .4  | .8  | 7.5  |
| 2009–10 | Sacramento       | 5   | 4   | 13.2 | .417 | .000 | .750 | 2.6 | .4  | .2  | .2  | 2.6  |
| Total   | Total            | 643 | 385 | 30.5 | .449 | .260 | .740 | 4.5 | 1.6 | .7  | .3  | 12.1 |

### Playoffs
| Año   | Equipo    | PJ | PT | MPP  | %TC  | %3P  | %TL  | RPP | APP | ROB | TPP | PPP  |
| ----- | --------- | -- | -- | ---- | ---- | ---- | ---- | --- | --- | --- | --- | ---- |
| 2002  | Seattle   | 5  | 5  | 41.0 | .421 | .333 | .588 | 6.2 | 1.8 | .8  | .4  | 11.8 |
| 2003  | Milwaukee | 6  | 6  | 34.0 | .509 | .000 | .710 | 7.0 | .8  | 1.0 | .7  | 13.0 |
| 2004  | Milwaukee | 5  | 5  | 39.6 | .338 | .000 | .846 | 4.8 | 2.4 | .8  | .4  | 14.4 |
| Total | Total     | 16 | 16 | 37.9 | .414 | .111 | .730 | 6.1 | 1.6 | .9  | .5  | 13.1 |